# Большая Травянка
Большая Травянка, в нижнем течении Травянка — река в Лысьвенском муниципальном округе Пермского края, приток Лысьвы. Длина реки 11 км. Истоки в лесах примерно в 5 км восточнее города Лысьва, основное направление течения — на запад. Принимает справа два малых притока: реки Суходольная и Малая Травянка. Участок нижнего течения после впадения в Большую Травянку реки Малая Травянка именуется Травянка. Впадает в Лысьву справа в 41 км от её устья, в Лысьвенский пруд в черте города Лысьва. При впадении в него образован небольшой Травянский пруд.

## Данные водного реестра
По данным государственного водного реестра России, река относится к Камскому бассейновому округу, бассейн реки Кама, подбассейн — Кама до Куйбышевского водохранилища (без бассейнов рек Белой и Вятки), водохозяйственный участок реки — Чусовая от в/п пгт. Кын до устья. Код объекта в государственном водном реестре — 10010100712111100011993.